# Ізвоареле (Прахова)
Ізвоареле (рум. Izvoarele) — село у повіті Прахова в Румунії. Адміністративний центр комуни Ізвоареле.
Село розташоване на відстані 94 км на північ від Бухареста, 37 км на північ від Плоєшті, 52 км на південний схід від Брашова.

## Населення
За даними перепису населення 2002 року у селі проживали 2507 осіб. Рідною мовою 2505 осіб (99,9%) назвали румунську.
Національний склад населення села:
| Національність | Кількість осіб | Відсоток |
| -------------- | -------------- | -------- |
| румуни         | 2477           | 98,8%    |
| цигани         | 28             | 1,1%     |